# جورج بالش
جورج بالش (بالإنجليزية: George Balch)‏ هو ضابط أمريكي، ولد في 8 يناير 1821 في شيلبيفيل في الولايات المتحدة، وتوفي في 18 أبريل 1908 في رالي في الولايات المتحدة.